# 1964 en aéronautique
Chronologie de l'aéronautique
- 1960
- 1961
- 1962
- 1963
- 1964
- 1965
- 1966
- 1967
- 1968

Cet article présente les faits marquants de l'année 1964 en aéronautique.

## Événements
- 14 janvier : création des Forces aériennes stratégiques françaises.
- 29 janvier : révélation au public par le président américain Johnson de l'existence d'un avion expérimental Lockheed A-12 Oxcart sous la désignation A-11.
- 1 février : sorti des usines Boeing le 27 novembre 1962, le Boeing 727,avion de ligne moyen-courrier, entre en service au sein de la compagnie aérienne américaine United Airlines[1].

- 6 mars : premier vol de l'avion de combat soviétique Mikoyan-Gourevitch MiG-25.
- 19 mars - 17 avril : à bord d'un Cessna 180 Skywagon baptisé Spirit of Colombus, l'américaine Jerrie Mock devient la première femme à effectuer un tour du monde en solitaire[2].

- 11 mai : Jacqueline Cochran atteint la vitesse de 2 300 km/h, soit deux fois la vitesse du son, établissant un nouveau record sur un F-104G Starfighter[3].

- 28 juin : premier vol de la nouvelle version de l'avion expérimental North American X-15A-2, équipé de réservoir externes.

- 15 juillet : premier vol de l'avion-école italien SIAI Marchetti SF.260.
- 31 juillet : l'américain Alvin Horne Parker établit un nouveau record du monde de distance en planeur en parcourant 1 041,52 km à bord d'un Niemi Sisu-1A.

- 2 septembre : le Vol 721 Aeroflot s’écrase près de Ioujno-Sakhalinsk en Russie (87 morts).
- 21 septembre : premier vol du bombardier expérimental américain North American XB-70 Valkyrie.
- 27 septembre : premier vol du prototype de bombardier britannique BAC TSR-2.

- 14 octobre : premier vol de l'hélicoptère lourd américain Sikorsky CH-53 Sea Stallion.

- 4 novembre : premier atterrissage automatique en aveugle pour un appareil commercial en service. C'est un Hawker-Siddeley Trident de la compagnie britannique BOAC qui parvient à se poser ainsi dans un brouillard très dense.
- 23 novembre : le Vol 800 TWA s’écrase pendant son décollage de l'aéroport Léonard-de-Vinci de Rome Fiumicino.

- 21 décembre : premier vol du chasseur-bombardier américain General Dynamics F-111.
- 22 décembre : premier vol de l'avion de reconnaissance stratégique américain Lockheed SR-71 Blackbird.